# Néstor Basterretxea Arzadun
Néstor Basterretxea Arzadun (Bermeo, Biscaia, 6 de maig de 1924 - Hondarribia, Guipúscoa, 12 de juliol de 2014) va ser un escultor, pintor i director de cinema basc.

## Biografia
Exiliat, per l'activitat política del seu pare, el polític del Partit Nacionalista Basc Francisco Basterrechea Zaldívar, des de l'any 1936 a França i el seu protectorat africà de Casablanca (actualment pertanyent al Regne del Marroc) i, finalment, a l'Argentina amb la seva família, tot això motivat per la Guerra Civil espanyola de 1936-1939.
Després de treballar en el terreny del dibuix publicitari a l'Argentina i realitzar algunes exposicions torna a Espanya el 1952. Roman des d'aquest moment a Espanya. Va ser Conseller de Cultura del Govern Basc, governant el PNB, durant dos anys en la dècada dels anys 80. Ha estat artista fundador de dos grups artístics rellevants a Espanya: el 1957 de l'Equipo 57, al costat de Juan Cuenca, Agustín Ibarrola, Jorge Oteiza i uns altres, i l'any 1966 el grup Gaur, al costat de Eduardo Chillida, Oteiza, i uns altres més. En 2008, Néstor Basterretxea va donar la seva sèrie escultòrica Cosmogònica Basca al Museu de Belles Arts de Bilbao.

## Obres

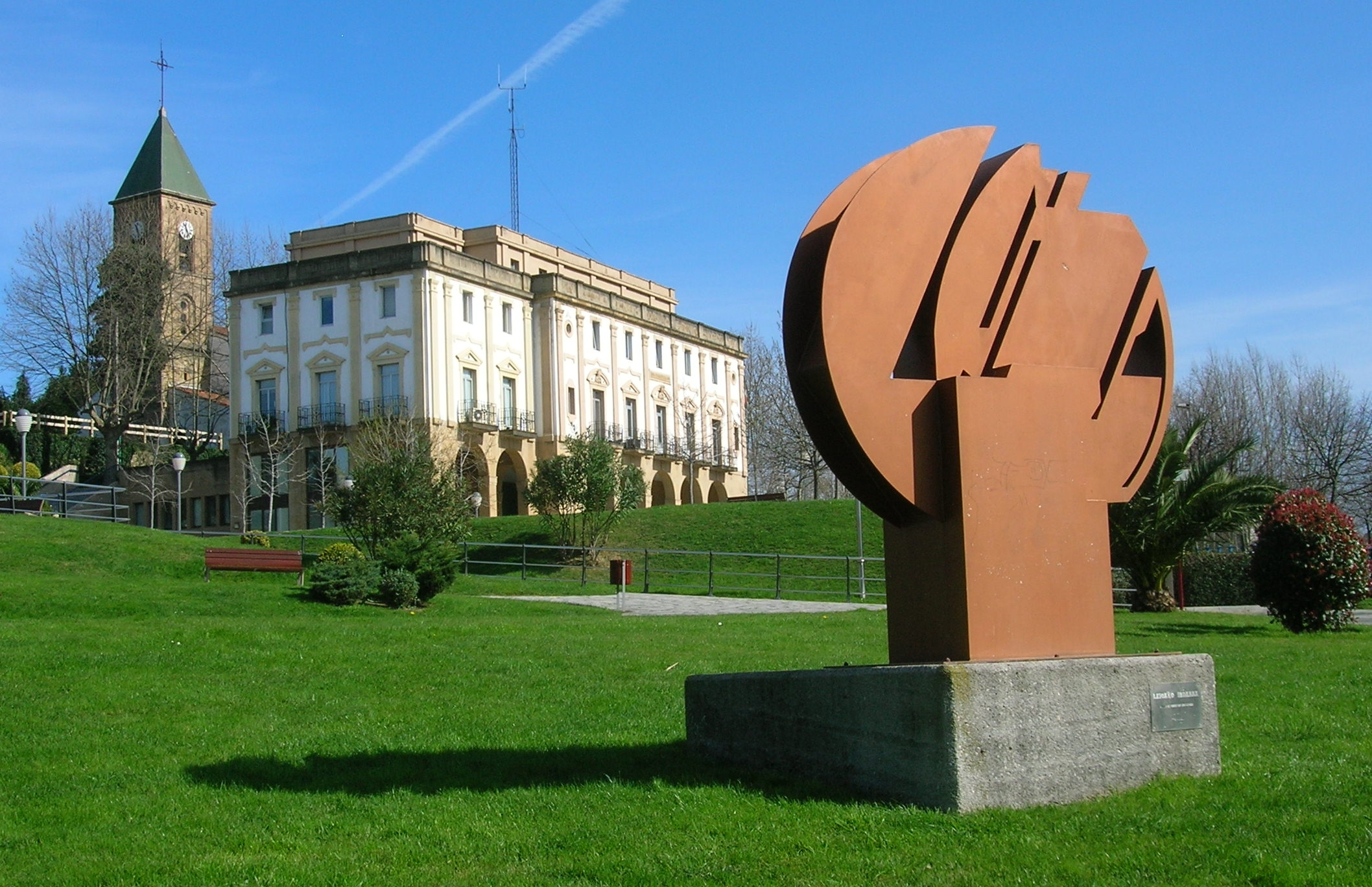
Escultura "Leioako Indarra" en Leioa

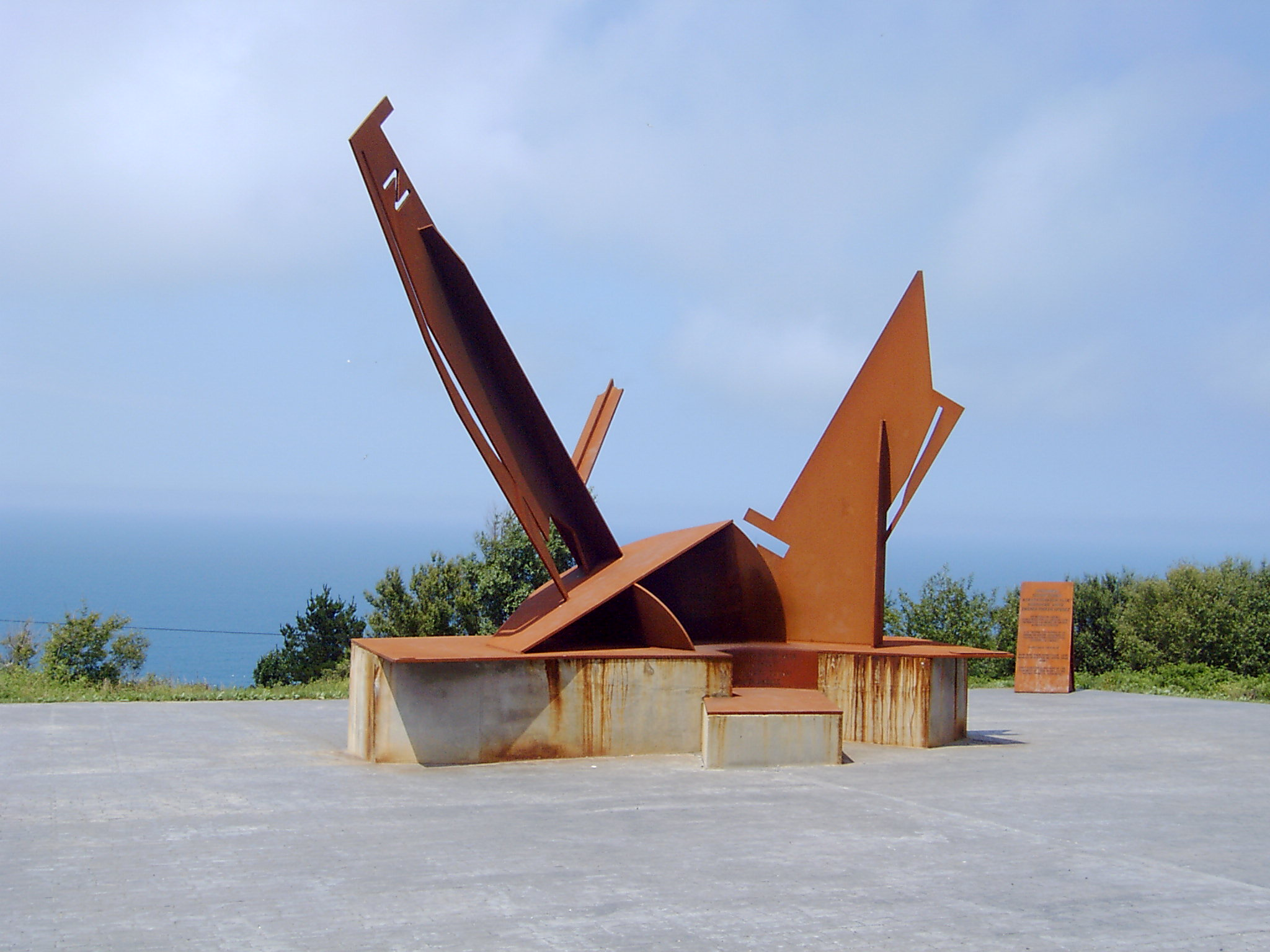
Escultura en honor dels morts en la batalla de Matxitxako, a Bermeo

Entre la seva obra escultòrica destaquen les sèries "Deixants" i "*Cosmogònica Basca", que són una interpretació dels antics déus mitològics bascos.
Va col·laborar intensament amb arquitectes com Fullaondo, destacant les seves pintures en la cripta de la basílica d'Arantzazu a Oñati (Guipúscoa), obra finalitzada el 1982, o l'escultura que forma part d'un embassament a Beasain (Guipuzcoa).

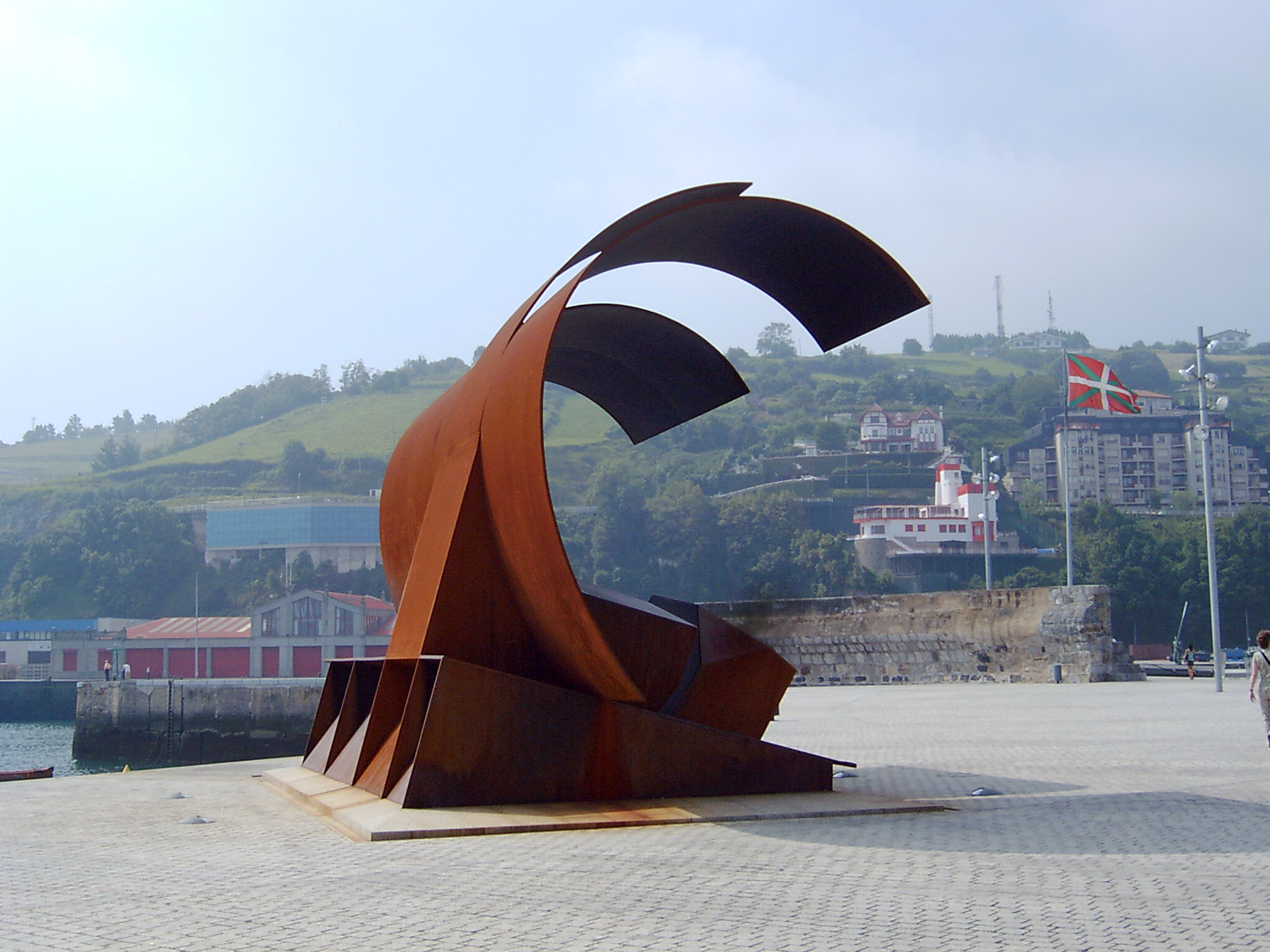
"L'Ona" al port esportiu de Bermeo

Una de les seves obres més conegudes és l'escultura Izaro que es troba presidint el Saló de Sessions del Parlament Basc des de 1984. Hi ha escultures de Basterretxea en Estats Units, Argentina i França, sent les escultures a l'aire lliure el gènere més nombrós.
En relació al cinema, el 1966 va dirigir, juntament amb Fernando M. Larruquert, el llargmetratge "Ama Lur" (Mare Terra basc), un cant a la identitat basca que va haver de lluitar una forta censura però que amb habilitat i no sense problemes va poder ser estrenada. Pelotari (1964), dirigida amb Fernando Larruquert, amb Akarregui, Mariano Juaristi Mendizabal, Atano X, Kortabitarte, Gallastegui i Ogueta. Pelotari va ser guardonada amb el Premi al Millor Curtmetratge Espanyol d'aquest any. També ha realitzat documentals sobre art precolombí; fins i tot va ser el 1978 President del Festival de Cinema de Sant Sebastià (Donostia Zinemaldia).
En els últims anys va treballar entre altres tècniques amb el "collage" en formes dominades per l'abstracció amb materials de gran bellesa plàstica.

## Escrits i llibres
En novembre de 2006 es publicaren els seus llibres de memòries: "Crónica errante y una miscelania", (ed. Alberdania); en la primera part d'aquest llibre Basterretxea narra les seves vivències personals entre els 12 anys i els 18 anys, en una segona part del llibre ens ofereix la seva particular visió d'una sèrie de temes variats.

## Premis
En 2005 va rebre el Premi Eusko Ikaskuntza-Caixa Laboral d'Humanitats, Cultura, Arts i Ciències Socials d'Eusko Ikaskuntza. i ha estat premiat amb la medalla al treball (Lan Onari) en 2008.